# See No Evil
See No Evil is een horrorfilm uit 2006 en geregisseerd door Gregory Dark. Het verhaal is geschreven door Dan Madigan. De film werd op 19 mei 2006 uitgebracht.

## Verhaal
Acht jonge gevangenen mogen een oud, smerig hotel opknappen in ruil voor strafvermindering. In dit gebouw blijkt zich de psychopaat Jacob Goodnight schuil te houden, die er een genoegen uit schept om de ogen van indringers uit te rukken en te bewaren. Ook de meegereisde bewakers staan machteloos tegenover de grote, sterke man. Kira, een van de delinquente meisjes, wordt gespaard omdat Goodnight geïntrigeerd raakt door haar religieuze tatoeage.

## Rollen
- Kane (Glenn Jacobs): Jacob Goodnight
- Craig Horner: Richie
- Tiffany Lamb: Hannah
- Penny McNamee: Melissa
- Samantha Noble: Kira
- Matthew Okine: Politieagent
- Michael J. Pagan: Tye
- Luke Pegler: Michael
- Cecily Polson: Margaret
- Rachael Taylor: Zoe
- Christina Vidal: Christine
- Steven Vidler: Williams
- Michael Wilder: Russell
- Joe Cappelletti: Voice-over, ADR Casting